# William Stanhope (1er comte de Harrington)
William Stanhope (c. 1683 – 8 décembre 1756) est un homme d'État et diplomate britannique.

## Biographie
Il est un des plus jeunes fils de John Stanhope, d'Elvaston, Derbyshire, et un frère de Charles Stanhope, un homme politique actif pendant le règne de George Ier. Son ancêtre, Sir John Stanhope (d. 1638), est un demi-frère de Philip Stanhope. Il fait ses études au collège d'Eton, puis entre dans l'armée et sert en Espagne pendant la guerre de Succession d'Espagne comme lieutenant et capitaine dans le 2e Gardes à Pied (1703), capitaine et lieutenant-colonel dans le 3e Foot Guards (1710), colonel d'un régiment de fantassins (1711-12), d'un régiment de Dragons (1715-1718), et du 13e Dragons (1725-1730), major-général (1735), lieutenant-général (1739) et général (1747).
Il se tourne vers des activités plus pacifiques, se rend en mission à Madrid et représente son pays à Turin. Lorsque la paix est conclue entre la Grande-Bretagne et l'Espagne, en 1720, Stanhope devient l'ambassadeur de Grande-Bretagne dans ce pays, et il conserve ce poste jusqu'en mars 1727, après avoir construit sa réputation en tant que diplomate au cours d'une période difficile. Il est nommé Vice-Chambellan de la maison entre 1727 et 1730 et conseiller privé, le 31 mai 1727. En 1729 il participe à la négociation du traité de Séville entre la Grande-Bretagne, la France et l'Espagne, et pour ses services, est créé baron Harrington en janvier 1730.
Plus tard dans la même année, il est nommé secrétaire d'État pour le département du Nord sous la direction de Sir Robert Walpole, en remplacement de Charles Townshend, mais, à l'instar de George II, il est impatient d'aider l'empereur Charles VI dans sa guerre contre la France, tandis que Walpole est favorable à une politique de paix. Harrington reste secrétaire jusqu'au grand ministre de l'automne en 1742, lorsqu'il est transféré à l'office de Lord président du Conseil et est créé comte de Harrington (Harrington, dans le Northamptonshire) et vicomte de Petersham (dans le Surrey).
En 1744, en raison de l'influence de ses alliés politiques, Henry Pelham et Thomas Pelham-Holles, il retourne à son ancien poste de secrétaire d'État, mais il perd rapidement la faveur du roi, et il quitte son poste en octobre 1746. Il est Lord-lieutenant d'Irlande de 1747 à 1751, et il est mort à Londres le 8 décembre 1756.
en 1741, il est élu fellow de la Royal Society.
Il épouse Anne, fille et héritière du colonel Edward Griffith, et a deux fils jumeaux :
- William Stanhope (2e comte de Harrington) (1719-1779)
- Thomas Stanhope (18 décembre 1719 – 12 janvier 1743), aide-de-camp du général George Wade.